# Eliécer Ellis
Eliécer Ellis Carrasco (Santiago de Veraguas, 13 dicembre 1945) è un ex cestista panamense.
Anche il figlio, che porta lo stesso nome, è stato un cestista.

## Carriera
Con Panama ha disputato i Giochi panamericani di Winnipeg 1967 e i Giochi olimpici di Città del Messico 1968.